# كمالغير (مقاطعة إسلام آباد غرب)
كمالغير (بالفارسية: کمالگیر) هي قرية تقع في كرمانشاه في إيران. يقدر عدد سكانها بـ 60 نسمة بحسب إحصاء 2016.